# Concatedral de la Epifanía del Señor (Lingayén)
La Concatedral de la Epifanía del Señor o simplemente Catedral de Lingayén anteriormente la iglesia parroquial de los Tres Reyes, es un templo católico ubicada en Lingayén en el país asiático de Filipinas. Es la co-catedral de la archidiócesis católica de Lingayen-Dagupan.
La iglesia fue fundada en 1587, el mismo año que la Iglesia de Santo Domingo de Guzmán de San Carlos, Pangasinan. El municipio de Lingayén fue fundado por misioneros agustinos españoles en 1614. La parroquia fue establecida en 1616 y se le llamó Los Tres Reyes. Hacia 1740, la parroquia estaba bajo el cuidado de los Dominicos hasta la revuelta filipina contra los españoles que tuvo lugar en 1898. De 1900 a 1933, sacerdotes filipinos se hicieron cargo de la parroquia hasta que los misioneros de San Columbano de Irlanda llegaron a la provincia.
La enorme iglesia se convirtió en la sede de la Diócesis de reciente creación de Lingayén el 19 de mayo de 1928.

## Véase también

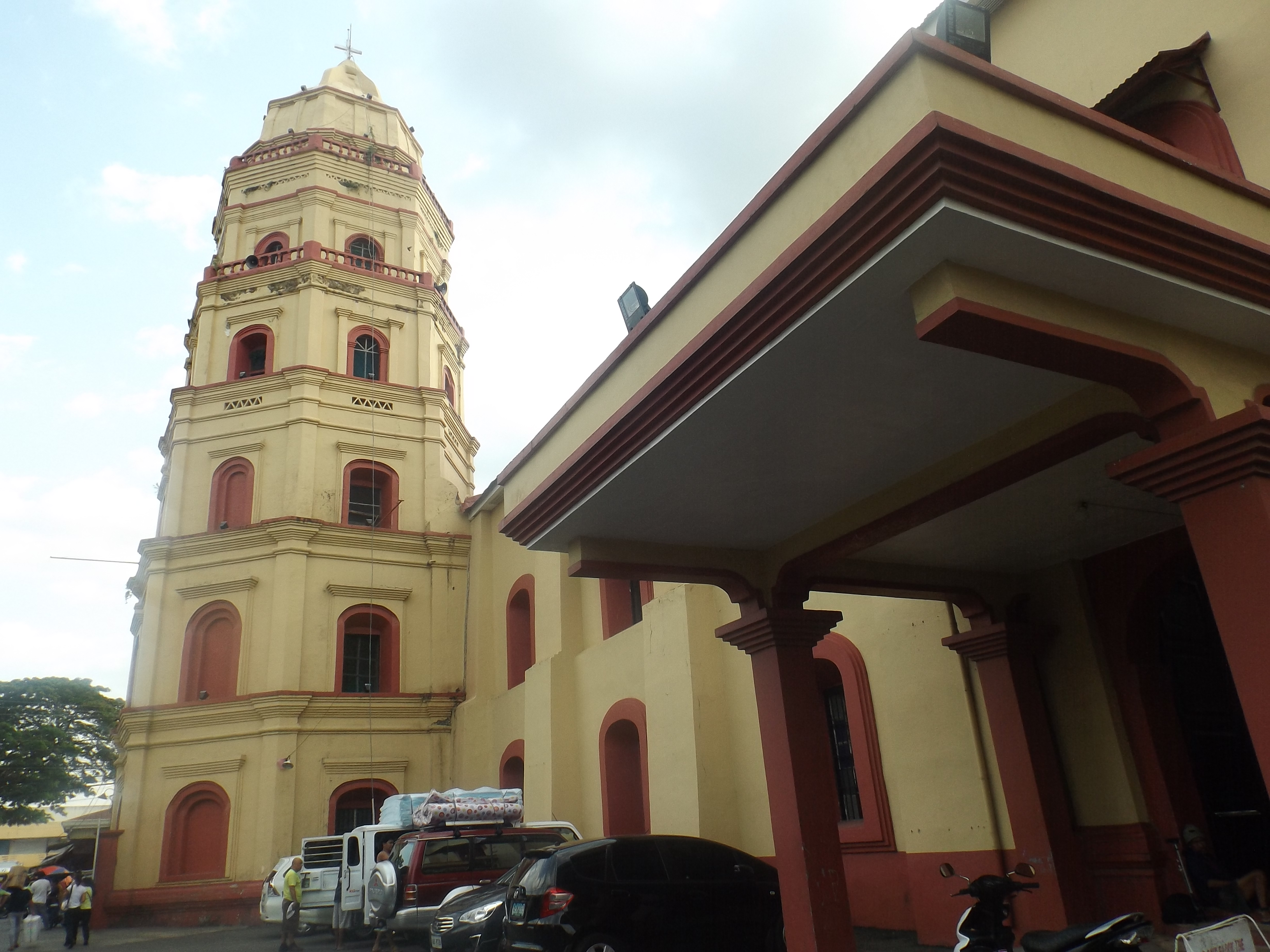
Otra vista del templo